# Basalto
El basalto es una roca ígnea extrusiva de color oscuro, de composición máfica —rica en silicatos de magnesio y hierro y en sílice—, que constituye una de las rocas más abundantes en la corteza terrestre.
Los basaltos suelen tener una textura porfídica, con fenocristales de olivino, augita, plagioclasa y una matriz cristalina fina. En ocasiones puede presentarse en forma de vidrio, denominado sideromelano, con muy pocos cristales o sin ellos.
El basalto es la roca volcánica más común y supera en cuanto a superficie cubierta de la Tierra a cualquier otra roca ígnea, incluso juntas, ya que forma la mayor parte de los fondos oceánicos. Se pueden encontrar grandes extensiones de basalto sobre los continentes a los cuales se les denomina traps. A su vez, es común encontrarlo en Islas oceánicas y arcos volcánicos continentales e insulares.
Rocas similares y a menudo emparentadas con basaltos incluyen la diabasa, el gabro y la andesita.
También se encuentra en las superficies de la Luna y de Marte, así como en algunos meteoritos.

## Formas y ocurrencia

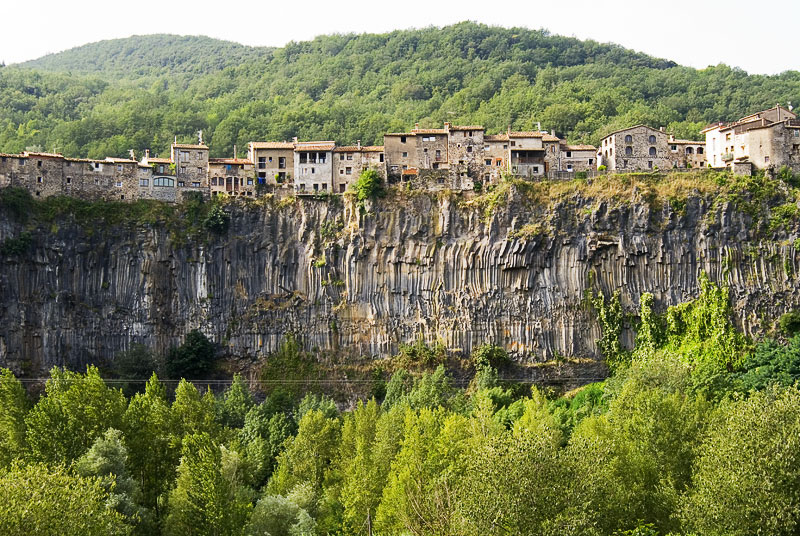
Castellfullit de la Roca, en Gerona (España), un pueblo construido sobre columnas basálticas.

El basalto cubre cerca del 70 % de la superficie terrestre y supera en la superficie que cubre a todas las demás rocas ígneas juntas. Esta roca es particularmente abundante en los fondos oceánicos ya que forma la capa superior de la corteza oceánica (sin contar los sedimentos que la cubren en parte). En contextos científicos se denomina MORB, una abreviación de mid-ocean ridge basalt en inglés, al basalto que origina en las dorsales centro-oceánicas y compone las capas superiores de la corteza oceánica. Aparte de la corteza oceánica ordinaria existen grandes extensiones predominantemente de basalto llamados traps, que pueden cubrir miles de km², con coladas individuales con volúmenes de más de 2000 km³. Algunos de los principales traps se encuentran en la cuenca del Paraná, Siberia, la meseta del Decán, el Karoo y en la cuenca del río Columbia. Otras zonas donde se presenta el basalto es en arcos volcánicos continentales e insulares y en islas oceánicas.

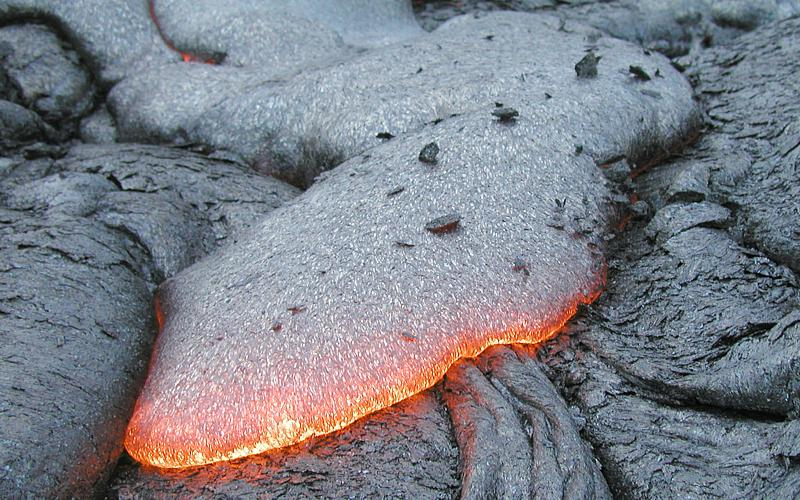
Basalto en forma de lava fundida y sólida.

Al salir a la superficie durante erupciones volcánicas el basalto tiene temperaturas entre 1100 y 1250 °C. En forma de lava, el basalto fluye relativamente fácil pudiendo formar volcanes en escudo los cuales están principalmente compuestos de esta roca. El fácil fluir del basalto se debe a su bajo contenido de sílice, que permite que coladas de basalto avancen más de 20 km y los gases del magma escapen sin llegar a formar columnas eruptivas.
El basalto puede presentarse de variadas formas como lava, avalanchas ardientes, en flujos de lodo, hialoclastitas, como piroclastos y ceniza. Cuando el basalto ocurre en forma de lava puede tomar la forma de lava acojinada, lava Aa, lava pahoehoe y formar tubos de lava.
Un magma basáltico que cristaliza en un dique forma el equivalente subvolcánico del basalto, la diabasa, mientras que si el mismo magma cristaliza en una cámara de magma se forma gabro, el equivalente plutónico del basalto.

### Basalto extraterrestre
El basalto también se presenta en las superficies de otros cuerpos del sistema solar, como Marte, Venus o la Luna, donde cubre aproximadamente el 17 % de la superficie. El basalto lunar tiene algunas diferencias con el terrestre, entre ellas un contenido mayor de ilmenita. Algunos meteoritos de tipo acondrita son basaltos, lo que evidencia actividad volcánica en el cuerpo celeste del cual se originaron. Existen acondritas basálticas que derivan de la Luna mientras que otro grupo de acondritas basálticas llamadas «shergottitas» provienen de la superficie de Marte.

## Química y mineralogía

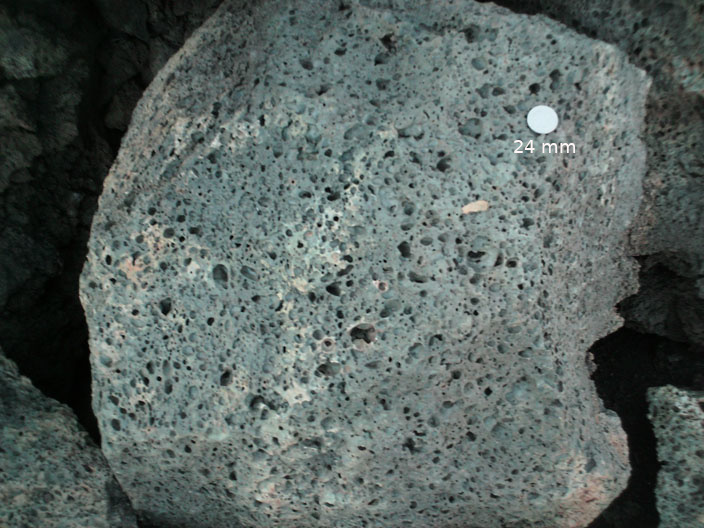
Basalto vesiculado de Sunset Crater, Arizona. Moneda de 25 centavos de dólar estadounidense de escala.

El basalto es de color oscuro y rico en hierro y magnesio. Comparado con otras rocas ígneas el basalto tiene un bajo contenido en sílice. Aunque el basalto puede ocurrir en forma de vidrio, sin o con muy pocos cristales, a menudo contiene fenocristales de olivino, augita y plagioclasa. Los basaltos a menudo tienen una textura porfídica con los fenoscristales anteriormente mencionados y una matriz cristalina fina.
Ejemplo de una composición química de basalto expresada en porcentaje de masa de óxidos:
| SiO2  | TiO2 | Al2O3 | Fe2O3 | FeO  | MnO  | MgO  | CaO  | Na2O | K2O  | P2O5 |
| ----- | ---- | ----- | ----- | ---- | ---- | ---- | ---- | ---- | ---- | ---- |
| 49,97 | 1,87 | 15,99 | 3,85  | 7,24 | 0,20 | 6,84 | 9,62 | 2,96 | 1,12 | 0,35 |

Los datos son el promedio del análisis de 3594 muestras de basaltos.

## Origen

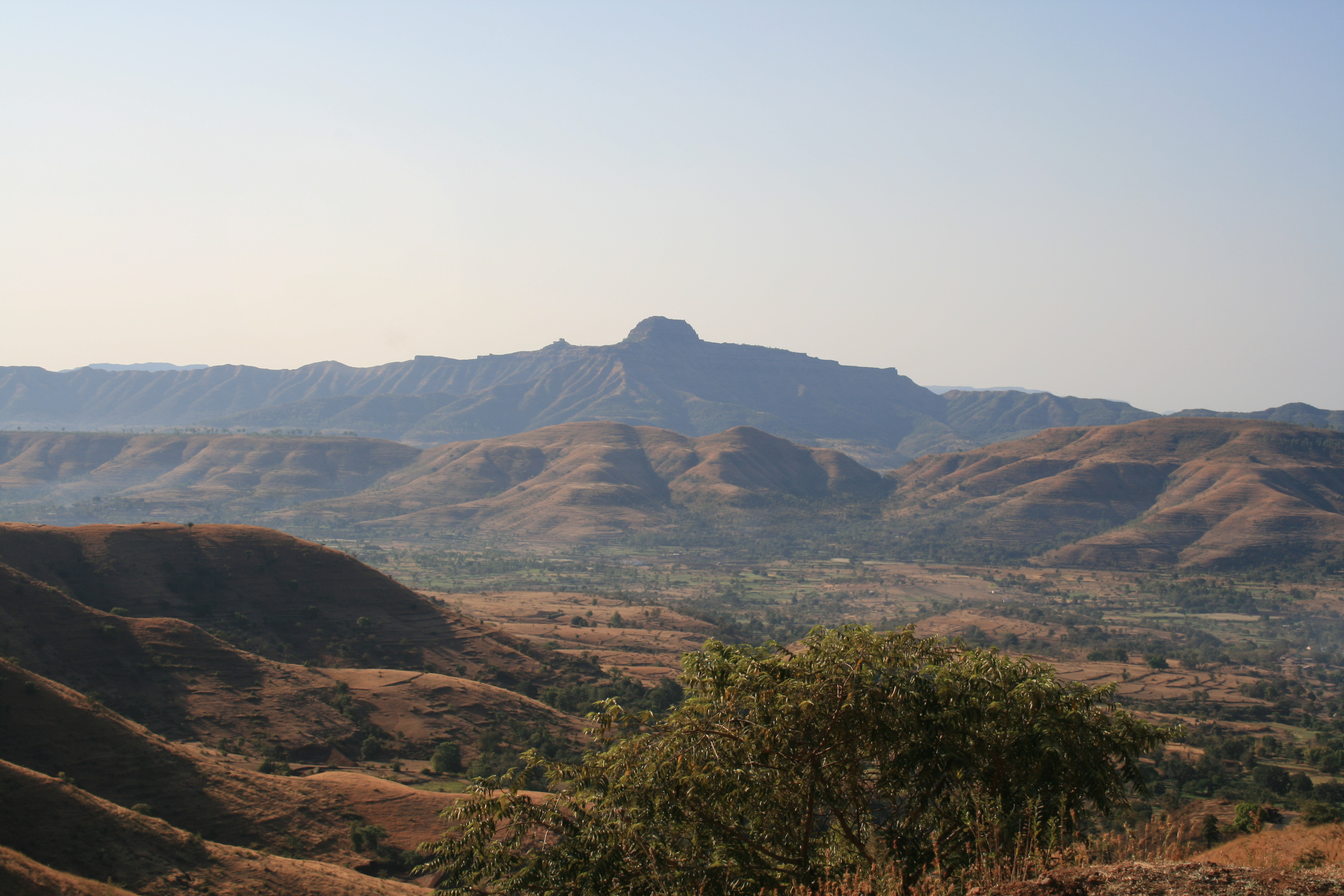
Cerros de basalto en los Traps del Decán, India.

Existe una disputa sobre si el basalto en estado de magma es primario (se originaría directamente de la fusión de rocas) o si deriva de otro tipo de magma más máfico. En cualquier caso existen varias rocas que tienen los elementos necesarios para que, mediante su fusión directa o su fusión y posterior refinamiento, produzcan magma basáltico. Estas son: la peridotita, la piroxenita, la hornblendita, el basalto mismo y otras rocas procedentes de basaltos metamorfizados, como la anfibolita y la eclogita. Por una serie de razones se han descalificado a varias de estas rocas como posible fuente de magma basáltico, siendo favorecida la tesis de que las peridotitas dan origen a los basaltos, sin embargo una minoría de científicos se inclina por las eclogitas.
La causa de la fusión parcial de rocas de la cual deriva, directa o indirectamente, el magma basáltico varía dependiendo del ambiente tectónico. En las dorsales centro-oceánicas la sucesiva separación de las placas tectónicas provoca el ascenso de material (peridotita) del manto terrestre y su fusión parcial por decompresión. Los basaltos originados sobre zonas de subducción se producen al haber fusión parcial en el manto tras ser invadido por fluidos acuosos provenientes de la placa subducida. Los basaltos que ocurren en el interior de placas tectónicas y no en sus bordes (como dorsales oceánicas y zonas de subducción) se consideran por la mayoría de los científicos como expresiones de fusión parcial provocada por las altas temperaturas de plumas del manto.

## Rocas derivadas

### Ígneas
El magma basáltico puede producir rocas distintas al basalto como la andesita, dacita y riolita mediante cristalización fraccionada, aunque la asimilación de rocas de la corteza también juega un rol importante en formación de estas rocas. Según algunos experimentos de laboratorio, se podría generar magma félsico directamente a partir de la fusión parcial de basalto. En el caso de las riolitas de Islandia hay dos hipótesis y ambas involucran al basalto: una que postula que las riolitas provienen de la fusión parcial del basalto, y otra que postula que la cristalización fraccionada y la asimilación cortical por parte del magma basáltico generan el magma riolítico.

### Metamórficas

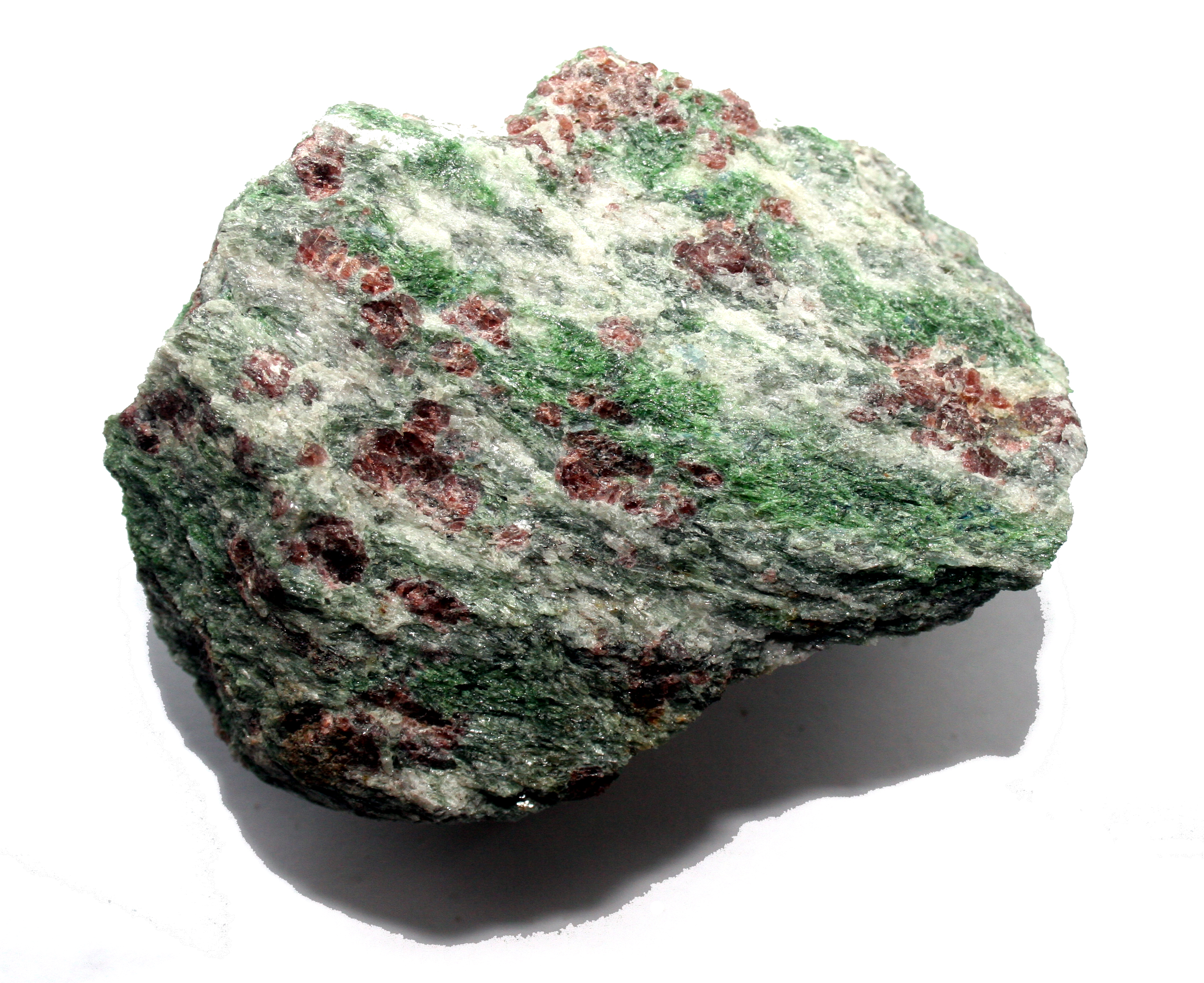
Eclogita, una roca que se puede formar tras un metamorfismo extremo del basalto.

El basalto puede ser protolito de una vasta gama de rocas metamórficas dependiendo de las condiciones de temperatura y presión. Algunas de las rocas metamórficas que pueden derivar del basalto (metabasaltos) son esquisto azul, esquisto verde, anfibolita y granulita. Las distintas facies metamórficas llevan el nombre de las rocas formadas a partir de un protolito de basalto.
Las eclogitas son rocas de composición basáltica que han sido expuestos a presiones extremas en el manto o en zonas de subducción.
Basaltos alterados por circulación hidrotermal cerca de dorsales meso-oceánicas forman espilitas.

## Alteración y meteorización
En cuanto a la meteorización química, los componentes del basalto tienden a decaer en el siguiente orden: vidrio, olivino, plagioclasa, piroxeno y, al final, minerales opacos. La meteorización química del basalto consume dióxido de carbono, y el 70 % de este consumo se debe a la meteorización de aluminosilicatos con magnesio y calcio.
El sideromelano, como se le llama al vidrio basáltico, se altera en contacto con agua en un material llamado palagonita, antes de decaer finalmente en esmectita, mineral del grupo de las arcillas.

## Uso y propiedades

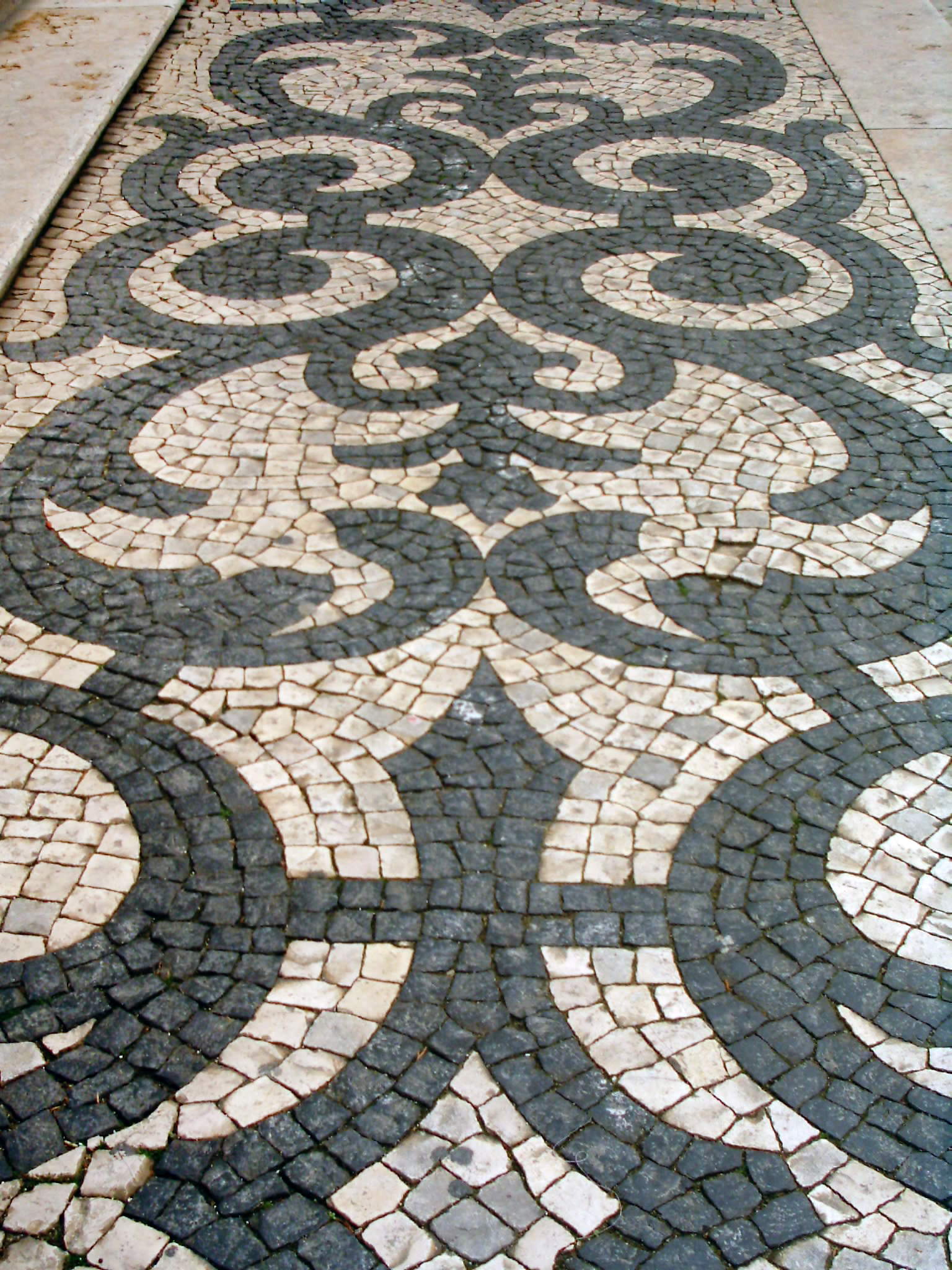
Adoquines de basalto (negros) y caliza (blancos) en Lisboa.

A través de la historia el basalto se ha empleado como material de construcción por diversas culturas, entre ellas los olmecas de México, el Antiguo Egipto, y el pueblo rapanui, por mencionar unas pocas. Hoy en día se utilizan fibras artificiales de basalto para reforzar estructuras de hormigón.
A pesar de ser impermeable, su uso no es aconsejable para ciertas obras hidráulicas debido a su excesiva fracturación. Otro defecto es que las superficies de basalto tienden a formar pequeñas manchas blancas en donde el mineral analcima se ha alterado, posiblemente producto de la radiación solar.
El basalto tiene un coeficiente de dilatación térmica más bajo que el granito, la caliza, la arenisca, la cuarcita, el mármol, o la pizarra, por lo que recibe poco daño en incendios. Dado el bajo albedo de los basaltos, las superficies de esta roca tienden calentarse más que otras, producto de la radiación solar, llegando a registrar temperaturas de casi 80 °C en el Sahara. El basalto masivo (sin vesículas) tiene una densidad de 2,8 a 2,9 g/cm³ siendo más denso que el granito y el mármol pero menos que el gabro. En la escala de dureza de Mohs se ha estimado que el basalto tiene una dureza que puede variar de aproximadamente de 4,8 a 6,5.

## Historia

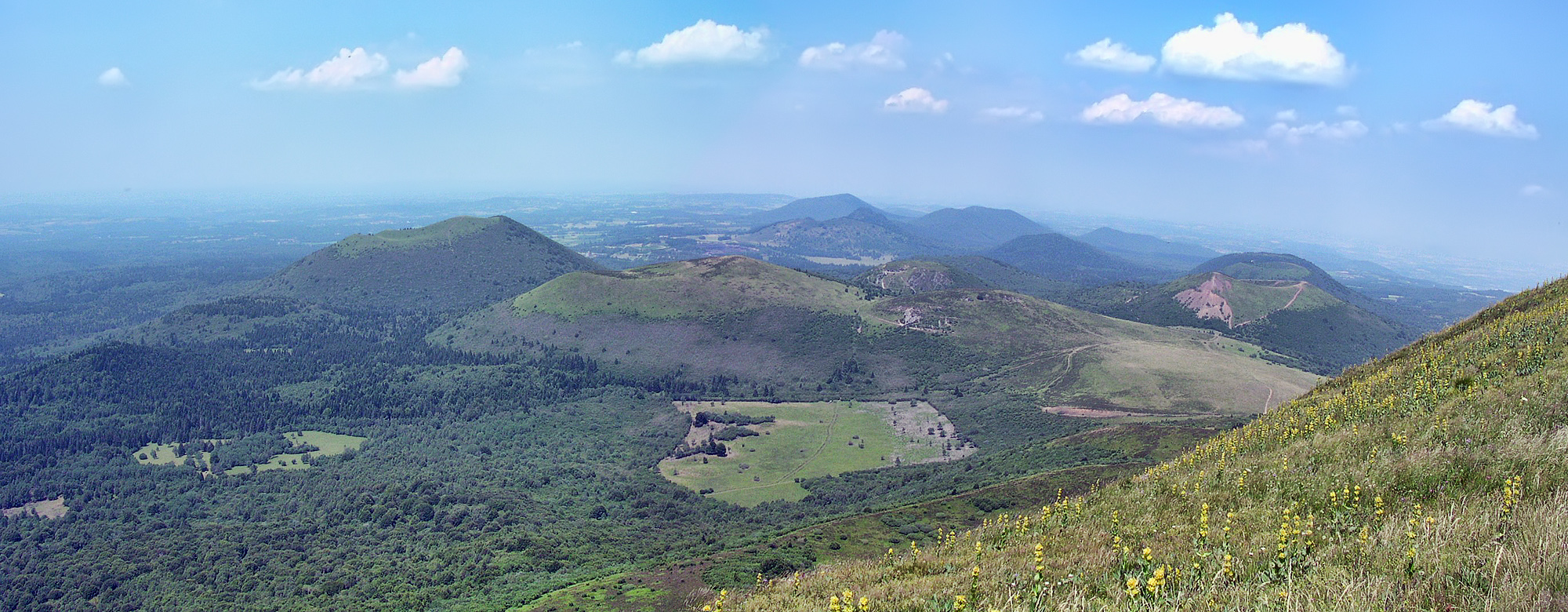
Los volcanes de Chaîne des Puys en Francia fueron instrumentales para comprobar el origen volcánico del basalto.

Durante las décadas alrededor del año 1800 se gestó una controversia científica en torno a al origen del basalto. Discípulos y seguidores del geólogo alemán Abraham Gottlob Werner sostenían que el basalto era una roca sedimentaria que tenía su origen en la precipitación en un gran océano ancestral. A esta teoría se le llama «neptunismo». Dos bandos se oponían a esta teoría: los seguidores de James Hutton, posteriormente conocidos como «plutonistas», que afirmaban que el basalto era una roca intrusiva, y los «vulcanistas» que consideraban al basalto como una roca volcánica. Algunos de los argumentos de los neptunistas en contra del origen volcánico del basalto era su presencia en lugares como la Calzada del Gigante y Sajonia donde no hay volcanes activos, además de presuntos hallazgos de fósiles en basalto. La confusión que causaba el hallazgo de basalto sin volcanes aparentes también se dio en América, donde Juan Ignacio Molina se percató de los basaltos de Chiloé donde en la actualidad no hay volcanes, descartando así un origen volcánico. Contra la formación de basalto en erupciones volcánicas, los neptunistas argumentaron que esto se debía más bien a la fusión de basalto neptuniano bajo los volcanes. Hacia el año 1830 el bando de los neptunistas se había desintegrado, perdiendo la mayoría de sus seguidores, quienes reconocieron el origen volcánico del basalto, en algunos casos gracias a visitas a los volcanes y basaltos de Chaîne des Puys, en Francia.